# Euplio Reina
(Lapide marmorea posta nel 1907 dal poeta Mario Rapisardi, in via Etnea al civico 290 [ex "palazzo Reina"], nella sua città natale, Catania)
Euplio Reina (Catania, 11 agosto 1806 – Catania, 2 maggio 1877) è stato un medico e chirurgo italiano. Diversamente da quanto recita la lapide, il Prof. Cav. Euplio Reina nacque a Catania l'11 agosto del 1806. La sua città lo ricorda come un sapiente chirurgo, cittadino filantropo colto e caritatevole, famoso eppure disponibile a curare gratuitamente i bisognosi; l'Università di Catania come uno fra i suoi più illustri professori. È il padre di Calcedonio, pittore catanese.

## Biografia
Figlio di Calcedonio, chirurgo ospedaliero apprezzato in città ma non altrettanto nell'ambiente accademico, Euplio Reina si laureò giovanissimo in medicina e chirurgia, nel 1823 a soli diciassette anni. Si dedicò quindi allo studio dell'anatomia e alla chirurgia generale. Nel 1839, alla morte del prof. Bianchi, ordinario di anatomia, il Reina fu tra i primi a iscriversi per ottenerne il posto, ma senza fortuna; ottenne comunque la cattedra di patologia speciale chirurgica e ostetricia con regio decreto del 9 luglio 1839.
Nel 1841 gli venne assegnato l'interinato di clinica chirurgica che lui stesso inaugurò nell'Ospedale Santa Marta, dove era già chirurgo primario, e sostenne la carica gratuitamente, assieme a quella di ordinario, fino alla morte. Fondò nella sua città una scuola di chirurgia la cui rilevanza varcò i confini nazionali, e fu tenuta in grande considerazione sia in Italia sia in Francia da Francesco Rizzoli, da Étienne Geoffroy Saint-Hilaire e da Alfred-Armand-Louis-Marie Velpeau.
Fu tra i precursori della chirurgia conservatrice e fu primo in Sicilia a eseguire operazioni chirurgiche sino allora intentate.

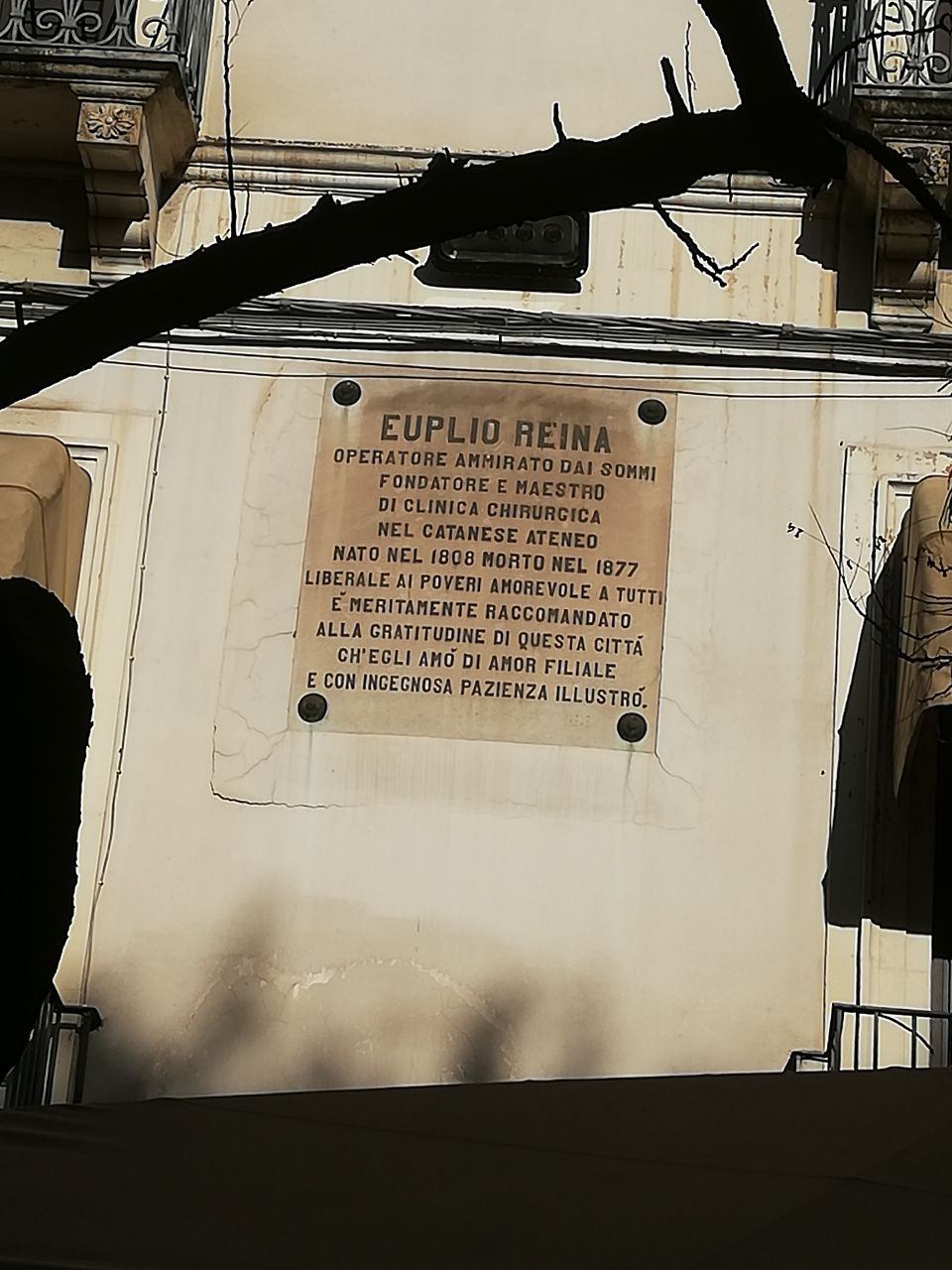
Epigrafe in via Etnea

Sarà prima tesoriere (1841), quindi segretario-cancelliere dell'Università (1858) e infine decano e preside della Facoltà di medicina e chirurgia.
Amante ed estimatore di ogni arte antica, di archeologia, espertissimo conoscitore di scultura e di pittura fece della sua casa una pinacoteca nota e stimata nella sua città.
Ambiguo il suo atteggiamento durante i moti del '48: se da un lato alcune testimonianze, tra cui quelle del figlio Calcedonio, lo dicevano aver preso parte attiva contro i Borboni e proprio durante i disordini otteneva la nomina a direttore della sanità militare contornandosi di amicizie rivoluzionarie, tra cui Salvatore Brancaleone e Carlo Ardizzone, dall'altro, già all'indomani della repressione definiva «Orde di barbari» i cittadini catanesi che avevano assaltato l'Ospedale nel tentativo di catturare i soldati del re, da lui difesi, ed «esacranda la rivoluzione del malaugurato gennaio 1848». In seguito lo stesso Ferdinando II, in occasione di una sua visita in città, ringrazierà personalmente Euplio Reina per le cure prestate ai soldati dell'esercito reale.
Fu socio attivo dell'Accademia Gioenia, iscritto nell'Albo delle più rinomate Accademie di Europa, e fra i cavalieri del Regno d'Italia.
Colpito da una epidemia di tifo morì il 4 maggio 1877.

## Pubblicazioni
- Memoria sopra un caso di aneurisma dell'arco dell'aorta, Catania, 1838.
- Memoria sulla Tracheotomia operata ad un fanciullo, Catania, 1841.
- Sopra un feto umano tricefalo — Memoria ostetrica ed anatomica, Catania, 1841.
- Sulla connessione dell'Anatomia con la medicina, con la Legislazione, o con la Teologia, Catania, 1841.
- Sulla Cistotomia e la Litotripsia — Osservazioni e riflessioni, I vol., Catania, 1842.
- Nota su un caso raro di Tenotomia, la prima eseguita in Sicilia, Catania, 1842.
- Osservazioni pratiche di Tenotomia, Catania, 1846.